# Pixum
Pixum ist ein international tätiger deutscher Online-Fotoservice für individuelle Fotoprodukte wie beispielsweise Fotobücher, Grußkarten und Fotoposter. Pixum wurde im April 2000 gegründet und ist das älteste in Deutschland gegründete E-Commerce Unternehmen der Online-Foto-Branche. Es überstand den Zusammenbruch vieler Online-Unternehmen aus der Web 1.0 -Ära, der sogenannten Dotcom-Blase. Hauptsitz der Firma ist Köln-Rodenkirchen. Seit 2008 firmiert das Unternehmen unter dem Namen Diginet GmbH & Co. KG. Die Rechtsform wurde von der AG in eine GmbH & Co. KG überführt und Pixum existiert damit fortan als Marke der Diginet GmbH & Co. KG. Die Diginet GmbH & CO. KG, und damit Pixum, ist eine Tochtergesellschaft von Cewe.
Das Unternehmen übernahm bisher verschiedene Online-Fotoservices: eBaraza (2000), Colorwonder (2001), PhotoReflex (2010), ColorMailer (2011), FastLab (2011) und NetFoto (2011).

## Geschichte
Pixum wurde im April 2000 von Daniel Attallah, Christian Marsch und Michael Ziegert als Pixum AG in Lohmar bei Köln gegründet. Zur „photokina 2000“ präsentierte sich das Unternehmen erstmals als Internet-Dienstleister für die Ausbelichtung von digitalen Bilddaten auf Fotopapier. Damit hatte der Dienstleister einen Anteil daran, den Trend für Online-Bestellungen von Fotoabzügen und anderen Fotoprodukten in Deutschland populär zu machen.

## Engagement
Pixum unterstützt das Kölner Museum Ludwig bei der Digitalisierung seiner umfangreichen Foto-Sammlung. Als Sponsor engagierte sich der Foto-Dienstleister bereits mehrfach im Sport und hat unter anderem über 10 Jahre lang den Deutschen Handballbund (DHB) sowie die Handball-Bundesliga (HBL) unterstützt. Auch lokal ist das Unternehmen aktiv. Seit 2022 ist Pixum einer der Sponsoren des Köln Marathon und nimmt an diversen wohltätigen Aktionen teil, wie dem Aufforstungsprojekt „Ein Wald für Köln“, das vom Kölner Ableger der Schutzgemeinschaft Deutscher Wald durchgeführt wird oder dem „Rhine CleanUp Day“, der in Köln vom Verein K.R.A.K.E. organisiert wird. Im Jahr 2020 entschied sich das Unternehmen dazu, mit Einverständnis seiner Kundinnen und Kunden, die Ersparnis aus der gesenkten Mehrwertsteuer zu sammeln, um sie anschließend zu spenden. Insgesamt wurden dabei über 500.000 € an mehr als 40 gemeinnützige Projekte vergeben.

## Auszeichnungen
Im Jahr 2007 erhielt Pixum den Deloitte Technology Fast 50 Germany Award und den Deloitte Technology Fast 500 EMEA Award/Stellar Performers (Platz 419), als eines der am schnellsten wachsenden Technologieunternehmen in Europa. 2022 wurde die Diginet GmbH & Co. KG, unter der Pixum firmiert, als Top 100 Innovator  ausgezeichnet. Die Auszeichnung wird jährlich an die innovativsten mittelständischen Unternehmen Deutschlands verliehen. Vom unabhängigen Institut Great Place to Work® erhielt Pixum 2018 und 2022 die Auszeichnung als einer der 100 besten Arbeitgeber in Deutschland. Die Bewertung basiert auf einer anonymen Befragung aller Mitarbeitenden, die von Great Place to Work® durchgeführt wird. 2024 erhielt die Pixum App den TIPA World Award als „Best Consumer Photo Print App“ und 2025 nochmals als „Best Photobook App“. Mit der Auszeichnung werden die führenden Foto- und Imaging-Produkte des Jahres gekürt. 2025 erhielt Pixum zudem den German Brand Award in Gold als "Excellent Brand" in der Kategorie Trade, Retail & e-Commerce.